# Carl Robert Stein
Carl Robert Stein (* 22. Mai 1852 in Kaiserswalde, Leitmeritzer Kreis, Kaisertum Österreich; † 8. Juli 1932 in Groß Schönau, Tschechoslowakei) war ein österreichischer Unternehmer. Er war einer der Begründer der deutschen Wäscheknopfindustrie und Erfinder des massiven Wäscheknopfs.

## Leben
Carl Robert Stein wurde als Sohn des aus Berga im Großherzogtum Sachsen-Weimar-Eisenach stammenden Schuhmachermeisters und späteren Bürgermeisters von Kaiserswalde, Carl Friedrich Stein (1826–1875), geboren. Nach dem Besuch der Webschule in Glauchau arbeitete Stein zunächst in einer Warnsdorfer Weberei. Anschließend war er als Angestellter und Reisender bei einer Bandweberei in Schönau beschäftigt.
1878 gründete Stein in Schönau eine Fabrik für Wäsche- und Zwirnknöpfe. Sein Einstieg als Unternehmer war erfolgreich; schon zwei Jahre später errichtete Stein im sächsischen Äußerstniedersohland eine Zweigniederlassung, mit der er den deutschen Einfuhrzoll zu umgehen suchte. Die Mechanischen Knopffabriken Carl Stein expandierten weiter und produzierten nun auch Trikotagen-, Nickel-, Hosen- und Kleiderdruckknöpfe. 1907 wurde Stein Stadtrat in Groß Schönau.
Sein Unternehmen war vor dem Ersten Weltkrieg zum europäischen Marktführer für Wäscheknöpfe angewachsen und Inhaber einer Vielzahl von Patenten. Es beschäftigte in Groß Schönau und Sohland insgesamt über 1000 Menschen. Nach dem Zerfall Österreich-Ungarns verlegte Stein die gesamte Produktion nach Sohland, während in Groß Schönau nur noch eine Vertriebsniederlassung für den tschechoslowakischen Markt unterhalten wurde. 1924 arbeiteten bei der Knopffabrik Carl Stein in Sohland fünf Angestellte, ca. 200 Fabrikarbeiter und ca. 700 Heimarbeiter. Ein Jahr später etablierte Stein den Markennamen „Adler-Knopf“.
Die Adler-Knopf-Fabrik Carl Stein in Sohland wurde 1949 enteignet und verstaatlicht; sie firmierte zu DDR-Zeiten als VEB Formaplast Sohland, nach der Privatisierung entstand daraus die Jokey Plastik Sohland GmbH.